# Jerome Pearson
Pour les articles homonymes, voir Pearson.
Jerome Pearson, né le 19 avril 1938 à Texarkana et mort le 27 janvier 2021, est un ingénieur et chercheur américain travaillant dans le secteur spatial. Il est connu entre autres pour ses travaux de recherche sur les ascenseurs spatiaux et ascenseurs spatiaux lunaires. Il est actuellement président de la société Star Technology and Research Inc., une petite entreprise de Recherche et Développement aérospatial basée à Mount Pleasant en Caroline du Sud, qu'il a fondée en 1998 et qui participe depuis à divers programmes de recherche aéronautiques et astronautiques pour l'Armée de l'air américaine, la DARPA, et la NASA. Il est le détenteur de plusieurs brevets et l'auteur de près de cent publications scientifiques concernant des domaines aussi variés que l'aviation, les engins spatiaux, les ascenseurs spatiaux, la recherche de vie extraterrestre et la géoingénierie.

## Carrière
Pearson décroche en 1961 un baccalauréat de l'ingénierie à l'Université Washington de Saint-Louis, il enchaîne sur une maîtrise de géologie à l'Université Wright State de Dayton dans l'Ohio qu'il achève en 1977. Après avoir servi dans le Corps des Marines des États-Unis, il devient ingénieur en aérospatiale et participe au programme Apollo en travaillant dans les centres de recherche de la NASA de Langley et Ames. En 1971 il rejoint les équipes de l'Air Force Research Laboratory sur la base aérienne de Wright-Patterson et y effectue des recherches sur le contrôle vibratoire des lasers de forte puissance. Dans les années 1980 il participe aussi à des recherches sur le Kinetic Kill vehicle une arme antisatellite développée dans le cadre de l'Initiative de défense stratégique lancée par le président Reagan. En tant que chef de la division "Dynamique Structurelle" de l'Air Force Research Laboratory il est responsable de la mise en place d'installations d'essais permettant d'effectuer des recherches sur les phénomènes acoustiques à haute température sur la base aérienne de Wright-Patterson. Ces infrastructures de pointe sont plus tard utilisées pour les essais de missiles de haute vitesse et pour le développement du Rockwell X-30. Dans les années 1980 il devient consultant pour Walt Disney World Resort en Floride principalement en ce qui concerne le pavillon d'exposition CommuniCore.
Pearson est un membre associé de l'American Institute of Aeronautics and Astronautics, membre de la British Interplanetary Society, et "éminent ingénieur" de la fraternité Tau Beta Pi. En tant que président de la STAR, Inc, il reçoit en 2001 l'U. S. Small Business Administration National Tibbetts Award. Parrainé par Arthur Clarke, il est élu en 2002 membre de l'Académie internationale d'astronautique.

## Publications
Pearson est le coinventeur tardif de l'ascenseur spatial, concept sur lequel il publie un article dans Acta Astronautica en 1975.
En 1978 Arthur Clarke contacte Pearson et lui demande de participer en tant que conseiller scientifique à la rédaction d'un de ses romans (Les Fontaines du Paradis) traitant de l'ascenseur spatial. Peu après, Pearson développe le concept d'ascenseur spatial lunaire et propose son projet à l'Institut des concepts avancés de la NASA,.
Il étudie ensuite des procédés permettant l'exploitation minière d'astéroïdes, de nouveaux lanceurs plus économes en carburant ainsi qu'un système permettant le changement d'orbite de satellites grâce au champ magnétique générée dans un câble tendu entre deux d'entre eux.
Pearson rédigea aussi des articles sur les ascenseurs spatiaux pour l'Encyclopædia Britannica et le magazine New Scientist et présente ce concept lors d'un épisode de la série cience of the impossible sur Discovery Channel. Dans plusieurs articles il avance aussi une théorie permettant d'expliquer l'échec des programmes de recherche de vie extraterrestre par l'extrême rareté de planètes ayant les caractéristiques de la nôtre,.
Il a aussi développé un projet de voile solaire permettant de lutter contre le réchauffement climatique et de modifier artificiellement le climat et effectué des recherches aérodynamiques sur un nouveau type de winglet.
À la suite de nombreuses questions, il publie en 1997 de nombreux textes sur les origines du concept d'ascenseur spatial et sur les causes ayant fait que sa paternité avait été attribuée, à tort selon Pearson, au chercheur russe Constantin Tsiolkovski
.